# TSV Berkersheim 1910
Der TSV Berkersheim 1910 e. V. ist ein deutscher Sportverein aus dem Stadtteil Berkersheim der hessischen Stadt Frankfurt am Main.
Der TSV Berkersheim wurde 1910 zeitgleich mit der Eingemeindung von Berkersheim in die Stadt Frankfurt gegründet. Nach Einberufung einer Hauptversammlung am 30. Juli 1910 wurde der heutige TSV Berkersheim 1910 e. V. am 1. August 1910 gegründet.

## Sportarten
Der Verein umfasst heute 9 Abteilungen und 16 sportliche Angebote für 680 Mitglieder (Stand: Januar 2022):
- Frauengymnastik
- fit forever
- FIT +/- 50
- Fit durch den Winter
- Floorball
- Gesundheitssport / Gymnastik 60+
- Gesang (gemischter Chor)
- Kinder Leichtathletik
- Pilates
- Spiel u. Bewegung für Kinder im Vorschulalter
- Spiel u. Bewegung für Kleinkinder im Alter von 1,5 bis 3 Jahren
- Tanzsport
- Volleyball
- Walking/ Nordic-Walking
- Wandern
- Yoga

## Abteilungen

### Floorball
2008 wurde die Mannschaftssportart Floorball in den TSV Berkersheim 1910 e. V. aufgenommen. Bei den Frankfurt Falcons spielen 130 Mitglieder des TSV Berkersheim Floorball.

#### Organisation
Die Kleinsten der Frankfurt Falcons starten in der U9. Sie werden spielerisch an diesen Sport herangeführt und nehmen an der U9-Hessenliga teil.
Sowohl die U11-,U13-, U15-Junioren, als auch die U17-Junioren, spielen in der Hessenliga (KF). Die Herren spielen aktuell in der Regionalliga West im Großfeld.
Seit 2010 gibt es auch für alle Hobbyspieler die Möglichkeit, bei Floorball just4fun der löchrigen Plastikkugel hinterher zu jagen.

#### Sportliche Erfolge

##### Hessenmeister
- Saison 2008/2009: U11, Herren (Verbandsliga Hessen)
- Saison 2009/2010: Herren (Verbandsliga Hessen)
- Saison 2010/2011: Herren (Verbandsliga Hessen)
- Saison 2011/2012: Herren (Verbandsliga Hessen)
- Saison 2015/2016: U9, U13
- Saison 2016/2017: U13, U15
- Saison 2017/2018: U13, U15
- Saison 2020/2021: Abbruch aufgrund der Covid-19-Pandemie

##### Regionalliga West (Westmeister)
- Saison 2009/2010: Damen (Kleinfeld)
- Saison 2012/2013: Herren
- Saison 2015/2016: U13

##### Teilnahme Deutsche Meisterschaft
- Saison 2015/2016: U13 (Platz 5), Herren (Platz 2)
- Saison 2016/2017: U13 (Platz 4)
- Saison 2017/2018: U13 (3. Platz), U15 (5. Platz)

##### Deutscher Meister
- Saison 2009/2010: Herren Kleinfeld
- Saison 2010/2011: Herren Kleinfeld

#### Geschichte
Hervorgegangen ist die Floorball Abteilung aus 10 Kindern einer Schul-AG. Die Abteilung zählt über die Jahre über 130 Mitglieder im Alter von 5 bis über 50 Jahren, die sich in 8 Teams aufteilen.

### Gesang (Chor)
Die Gründung des ersten Männergesangvereins in Berkersheim fand im Jahr 1882 statt. Der „Gesangverein Sängerlust“ sollte der „Erhöhung des Gesanges, betreffs geselliger Unterhaltung“ dienen, wie man in den Statuten festhielt. Seit 1895 bestanden sogar zwei Männerchöre, denn der „Gesangverein Eintracht“ wurde ins Leben gerufen. Anfangs waren es die Lehrer, die in Berkersheim die Kinder unterrichteten, die auch das musikalische Wissen mitbrachten, um den Männern die richtigen Töne beizubringen. Beide Chöre belebten das kulturelle Leben im Stadtteil und in der Nachbarschaft bis zum Beginn des Zweiten Weltkrieges. Nach Ende des Krieges formierte sich der Männerchor 1951 wieder und bestand als Abteilung des Turn- und Sportvereins weiter. Seit 1975 ist die Abteilung des TSV ein gemischter Chor. Es finden inzwischen auch sangesfreudige Mitmenschen den Weg aus den umliegenden Stadtteilen nach Berkersheim!
Seit 1992 ist der Chor Mitglied im „Deutschen Sängerbund“ und somit auch immer wieder im Sängerkreis Frankfurt mit seinen Chören im gemeinsamen Konzert. Im Jahr 1995 wurde dem Chor für das einhundertjährige Bestehen die Zelterplakette verliehen.
Im Rahmen der Stadtteilpartnerschaft zwischen dem Ortsbeirat 10 in Frankfurt und dem Budapester Stadtteil Pesterzsebet flog der Chor 2005 zusammen mit dem damaligen Chorleiter, Wilhelm Denker, nach Budapest. Dort sang man in der Elisabethkirche die „Deutsche Messe“ mit gutem Erfolg.
Von 1992 bis 2013 leitete Wilhelm Denker (Bonames) den Chor. Danach stand der Chor bis zum Jahr 2019 unter der Leitung von Nils Kjellström. Nach dessen sehr plötzlichem Tod wurde Anfang 2020 eine neue Chorleitung gesucht. Als die Corona-Pandemie im März 2020 alle chorischen Aktivitäten beendete, hatte der Chor zweimal mit einer neuen Chorleiterin geprobt. Seit September 2021 wird mit den sicheren Corona-Abständen in der Michaeliskirche in Berkersheim gesungen. Der Chor hat 29 Mitglieder. Das Repertoire umfasst weltliche Musik, Volkslieder, geistliche Chorwerke und Musicalauszüge.

### Tanz
Die Tanzabteilung des TSV Berkersheim umfasst etwa 80 Tanzpaare, die den Gesellschaftstanz als Paartanz ausüben. Die Auswahl der ausgeübten Tänze orientiert sich am Programm des Welttanzprogramms, umfasst mithin die üblichen Standard- und Lateintänze wie zum Beispiel Langsamer Walzer, Quickstep, Cha-Cha-Cha oder Rumba. Ziel des Sportangebotes ist es, den Tanzpaaren die Möglichkeit zu verschaffen, ihr Wissen und Können im Bereich des Standard- und Lateintanzes zu festigen und regelmäßig üben zu können.
Die Angebote des TSV Berkersheim im Bereich des Gesellschaftstanzen verstehen sich ausschließlich als Angebot des Breitensports; der Verein unterhält keine Formation und beteiligt sich nicht an Turnieren.

### Volleyball
Die Volleyballgruppe des TSV Berkersheim besteht aus Frauen und Männern, die einmal pro Woche einfach aus Spaß Volleyball spielen wollen. Sie stellen aktuell keine Mannschaft und nehmen nicht an einer Liga teil.

### Gesundheitssport
Das Ressort Gesundheitssport besteht aus den Sportabteilungen
- Fit in die zweite Lebenshälfte
- 60+ Gymnastik
- Hartha Yoga
- Pilates
- Frauengymnastik
- Zumba
- Fit For Ever/BauchBeinePo (BBP)

### Deutsches Sportabzeichen
Der TSV Berkersheim 1910 e. V. bietet die Abnahme des Deutschen Sportabzeichen von April bis Oktober im Sportpark Preungesheim an.

## Sportstätten

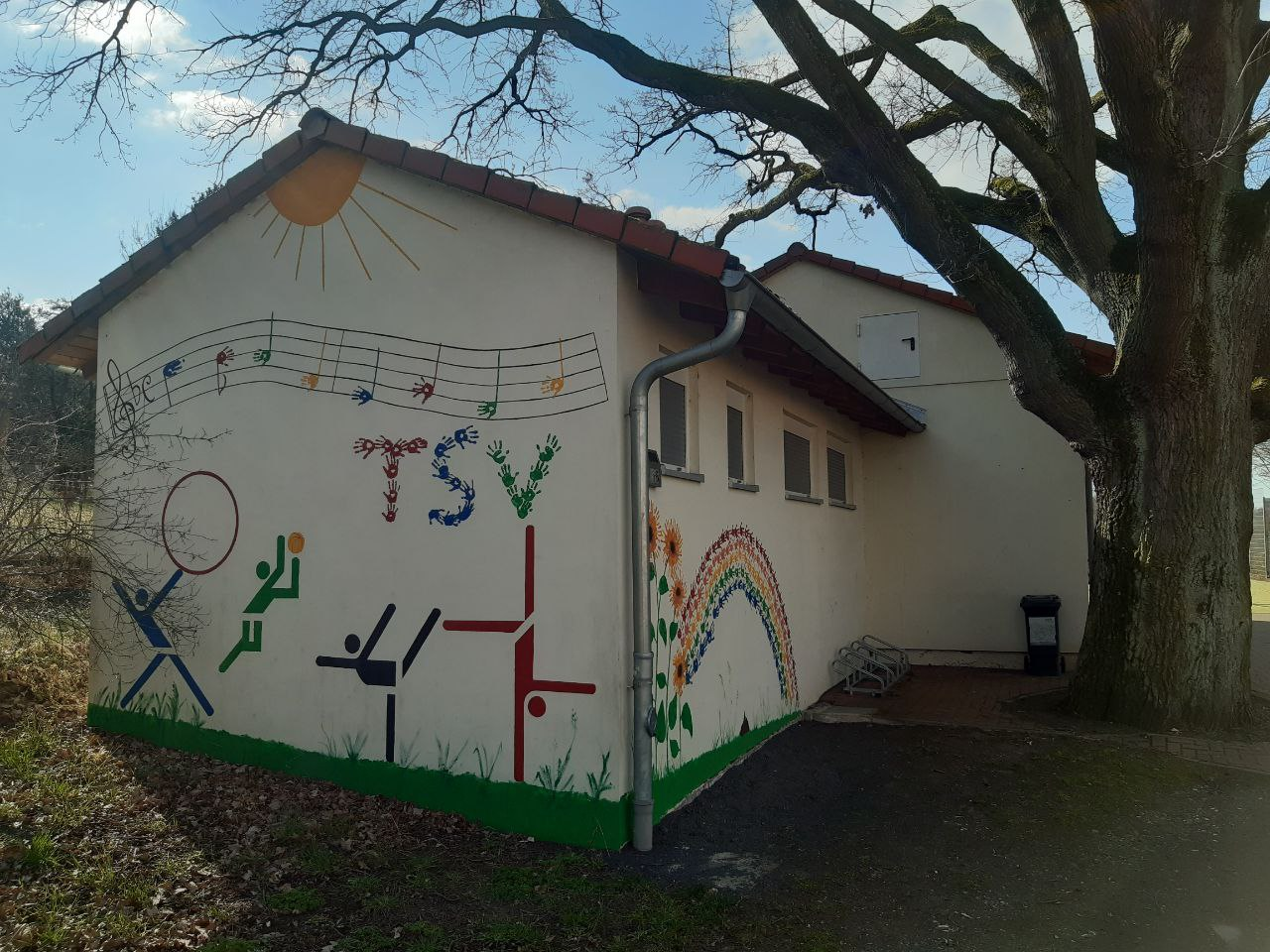
Hellmuth-Wollenberg-Haus, Vereinsheim des TSV Berkersheim 1910 e. V.

### Hellmuth-Wollenberg-Haus
1927 konnte der TSV Berkersheim ein 902 m² großes Grundstück, den heute noch bestehenden Turnplatz, käuflich erwerben. Hier wurde 1977 anstelle des baufällig gewordenen Geräteschuppens ein ca. 60 m² großer Geräte- und Turnraum in massiver Bauweise, vornehmlich in Eigenleistung, erstellt.
Dieses Haus, das heutige Vereinsheim, erhielt 1984 den Namen Hellmuth-Wollenberg-Haus nach dem ersten Vorsitzenden und Ehrenvorsitzenden Hellmuth Wollenberg, der bis zum Jahr 1983 35 Jahre lang Vorsitzender und Motor des TSV war.
Auf 20 m² hinzu erworbener Grundstücksfläche wurde 2009 das Hellmuth-Wollenberg-Haus um einen Gebäudeteil erweitert. In diesem Anbau wurde eine Toilettenanlage installiert und gleichzeitig der Geräteraum vergrößert. Auch dieser Bau wurde größtenteils in Eigenleistung von Vereinsmitgliedern erstellt.

## Verschiedenes

### Floorball
Der TSV Berkersheim engagiert sich bei der Verbreitung von Floorball und hat hierzu im Jahr 2010 zum ersten Mal ein Turnier für Schüler- und Hobbyteams ausgetragen. Auch bietet der Verein Schulen seine Unterstützung an, um Lehrer und Schülern für Floorball zu begeistern. In der IGS-Nordend findet auch in diesem Jahr eine AG statt, die von einem Spieler des Herrenteams geleitet wird.